# Euroazijsko gospodarsko povjerenstvo
Euroazijsko gospodarsko povjerenstvo (EGP) je jedinstveno regulatorno tijelo Carinskog saveza Bjelorusije, Kazahstana i Rusije (CS) i Jedinstvenog gospodarskog prostora (JGP) Euroazijske ekonomske zajednice. Glavni zadatak EGP-a je da osigura uvjete CS-u i JGP-u da djeluju i razvijaju te razrađuju inicijative gospodarske integracije u okviru CS-a i JGP-a. EGP se temelji na Sporazumu o Euroazijskom gospodarskom povjerenstvu i Sporazumu o regulaciji Euraozijskog gospodarskog povjerenstva od 18. studenog 2011. Ima naddržavni karakter. Trenutni predsjednik EGP-a je ruski političar Viktor Hristenko.

## Povijest

### Uspostavljanje
Predsjednici Bjelorusije, Kazakstana i Rusije su 1995. potpisali prve sporazume o uspostavljanju Carinskog saveza. Kasnije su se pridružili Kirgistan i Tadžikistan. Na temelju dogodovora, 2000. obrazovana je Euroazijska ekonomska zajednica (EAEZ).
U Dušabeu su 6. listopada 2007. Bjelorusija, Kazakstan i Rusija potpisali sporazum o uspostavljanju jedinstvenog carinskog područja i Povjerenstva Carinskog saveza kao jedinstvenog stalnog vladajućeg tijela Carinskog saveza.
Obrazovanje Carinskog saveza, implementacija jedinstvenog carinskog područja i dužnosti Saveza se ne plaćaju i ne postoje druge prepreke ili zabrane ekonomskog karaktera, osim određenih sigurnosti, antidampinških i kompenzacijskih mjera. Nadležnosti država članica u carinskoj politici predane su Povjerenstvu Carinskog saveza.
Crinski zakonik Carinskog saveza stupio je na snagu 1. srpnja 2010. S Carinskim savezom primijenjene su uobličene carine i druge uobličene mjere kojima se uređuje robna trgovina s trećim stranama.
Predsjednici Bjelorusije, Kazakstana i Rusije su 18. studenog 2011. potpisali Delaraciju o Euroazijskoj gospodarskoj integraciji, u kojoj su najavili pokretanje sljedeće faze integracije - Jedinstveni gospodarski prostor (JGP). Ovaj dokument najavio je stvaranje Euroazijskog gospodarskog saveza za 2015.
Od 1. siječnja 2012., sve tri države članice ratificirale su osnovni paket 17 sporazuma o pokretanju Jedinstvenog gospodarskog prostora.

## Razvoj
U Moskvi je 19. ožujka 2012. održan samit Međudržavnog vijeća Eurazijske ekonomske zajednice, vrhovnog euroazijskog gospodarskog vijeća na razini čelnika država. Čelnici država članica izrazili su očekivanje potpisivanja svih ugovora o uspostavljanju Euroazijskog gospodarskog saveza 1. siječnja 2015.

## Upravljanje
Od 1. siječnja 2012. Povjerenstvo uključuje upravno tijelo od 600 međunarodnih dužnosnika. Od 1. srpnja 2012. broj djelatnika povećao se na 850, a od 1. siječnja 2013. na 1071. Svi osobe zaposlene u Povjerenstvu su kao službenici međunarodni dužnosnici.
EGP je tijelo s dvije razine. Vijeće povjerenstva ujedinjuje zamjenike predsjednika vlada i Odbor Povjerenstva, radno tijelo u koje države članice izašilju svoje zastupnike u svojstvu međunarodnih neovisnih službenika.

### Vijeće povjerenstva
| zamjenik predsjednika vlade Bjlorusije            | Sergej Rumas      |
| zamjenik predsjednika vlade Kazakstana            | Kajrat Kelimbetov |
| prvi zamjenik predsjednika vlade Ruske Federacije | Igor Šuvalov      |

Predsjedatelj Vijeća rotira se svake godine između zamjenika predsjednika vlada država članica. Rotacija predsjedatelja odvija se prema ruskoj abecedi po imenu države članice. Od 2013. predsjedatelj Vijeća je Igor Šuvalov. Odluke Vijeća usvajaju se konsenzusom.

### Odbor Povjerenstva
Izvršnu vlast EGP-a ima Odbor Povjerenstva koje se brine za razvoj i primjenu politika za buduću integraciju. Odbor Povjerenstva čine po tri člana iz svake države članice - ukupno devet članova, od kojih je jedan predsjedatelj Odbora Povjerenstva. Predsjedatelj Odbora Povjerenstva i čanovi Odbora postavljaju se svake četiri godine s mogućim produženjem mandata odlukom Vrhovnog euroazijskog gospodarskog vijeća na razini čelnika država članica. Članivi Odbora povjerenstva nemaju pravo kombinirati dužnost člana s drugim dužnostima ili baviti se drugim unosnim djelatnostima, izuzev podučavanja, istraživanja i drugih kreativnih aktivnosti. Odluke Odbora Povjerenstva moraju se donositi kvalificiranim većinskim glasovanjem. Svaki član Odbora Povjerenstva ima jedan glas.
Članovi Odbora povjerenstva
| dužnost       | nositelj         | dužnost | nositelj         | dužnost | nositelj            |
| ------------- | ---------------- | ------- | ---------------- | ------- | ------------------- |
| predsjedatelj | Viktor Hristenko | član    | Vladimir Gošin   | član    | Danijal Ahmetov     |
| član          | Andrej Slepnjev  | član    | Valerij Koreškov | član    | Nurlan Aldabergenov |
| član          | Tatjana Valovaja | član    | Sergej Sidorski  | član    | Timur Sulejmenov    |